# Veruca Salt
Veruca Salt es una banda de rock alternativo y post-grunge, formada en 1993 en Chicago (Illinois, Estados Unidos) por Louise Post, Nina Gordon (ambas compositoras, cantantes y guitarristas), el bajista Steve Lack y el baterista Jim Shapiro (hermano de Nina Gordon). 
La banda tomó su nombre del personaje Veruca Salt, la niña rica, caprichosa y repelente de la novela Charlie y la fábrica de chocolate, escrita por Roald Dahl.

## Carrera
En 1994 editaron su álbum debut llamado American Thighs bajo el sello discográfico Minty Fresh, del cual se extrajo el sencillo "Seether", el cual sonó en muchas emisoras de radio de todo Estados Unidos y Europa. La fama llegó rápidamente, permitiéndoles en 1995 realizar una gira por todo Estados Unidos y Europa.
Lanzaron su primer EP en 1996, titulado Blow It Out Your Ass It's Veruca Salt, bajo el sello Minty Fresh. En 1997 editaron su segundo álbum de estudio titulado Eight Arms to Hold You, pero esta vez bajo el sello discográfico Outpost/Geffen, producido por el canadiense Bob Rock, quien colaboró en darle un sonido mucho más maduro a la banda. Después de la grabación de este disco, entra al grupo, como miembro estable, Stacy Jones, reemplazando en la batería a Jim Shapiro. En ese año la banda realizó presentaciones en programas de televisión como Saturday Night Live y The Rosie O'Donnell Show y realizaron presentaciones en diferentes festivales de música como el Bizarre Festival de Alemania. En 1998 todos sus miembros originales se retiraron de la banda para emprender proyectos como solistas y en otras bandas como es el caso de Nina Gordon, quien comenzó una carrera como solista y Stacy Jones quien formó la banda American Hi-Fi.
Tras la ruptura, Louise Post (como único miembro original de la banda) decidió seguir adelante y reunió a músicos nuevos como el guitarrista Stephen Fitzpatrick, la bajista Suzanne Sokol y el baterista Jimmy Madla. Con esta nueva formación firmaron con el sello discográfico Beyond Records y grabaron su tercer álbum de estudio Resolver. Con esta nueva producción, viajaron a Inglaterra durante un largo tiempo para promocionarlo por Europa.
A pesar de que durante este período la banda sufrió diferentes cambios en su formación, en 2006 salió a la venta IV, su más reciente álbum de estudio.
El 15 de marzo de 2013, la banda anunció la reunión de su alineación original (Nina Gordon, Louise Post, Jim Shapiro y Steve Lack) a través de un mensaje en su página oficial de Facebook, que decía: "Por ahora digamos esto: hachas enterradas, hachas exhumadas...".
En 2015 firman con el sello discográfico El Camino Media, y lanzan su último álbum hasta el momento, Ghost Notes.
En 2016, Nina Gordon y Louise Post se reunieron para escribir con la banda Skating Polly, luego del lanzamiento de su tercer álbum The Big Fit, tanto Nina como Post quedaron impresionadas con el talento de la banda, y el 28 de abril de 2017, esta sesión de escritura se convirtió en el EP "New Trick", una colaboración de ambas bandas. Fue producido y mezclado por Brad Wood (Smashing Pumpkins, Liz Phair) en Seagrass Studio (Los Ángeles), con el sello El Camino Media.

## Discografía

### Álbumes de estudio
| Año  | Álbum                                      | Discográfica                                                   |
| ---- | ------------------------------------------ | -------------------------------------------------------------- |
| 1994 | American Thighs                            | Minty Fresh DGC/Minty Fresh (relanzado)                        |
| 1996 | Blow It Out Your Ass It's Veruca Salt (EP) | DGC/Minty Fresh                                                |
| 1997 | Eight Arms to Hold You                     | Outpost/Geffen                                                 |
| 2000 | Resolver                                   | Beyond                                                         |
| 2003 | Officially Dead (EP)                       | Embryo Records                                                 |
| 2005 | Lords of Sounds and Lesser Things (EP)     | Lanzamiento independiente                                      |
| 2006 | IV                                         | Sympathy For The Record Industry (US) y en Shock Records (AUS) |
| 2015 | Ghost Notes                                | El Camino                                                      |

### Sencillos
| Año  | Sencillo                                           | Álbum                  |
| ---- | -------------------------------------------------- | ---------------------- |
| 1994 | "Seether" / "All Hail Me"                          | American Thighs        |
| 1995 | "Number One Blind"                                 | American Thighs        |
| 1995 | "Victrola"                                         | American Thighs        |
| 1997 | "Volcano Girls"                                    | Eight Arms to Hold You |
| 1997 | "Shutterbug"                                       | Eight Arms to Hold You |
| 1997 | "Benjamin"                                         | Eight Arms to Hold You |
| 1997 | "The Morning Sad" (Sólo promo)                     | Eight Arms to Hold You |
| 1997 | "Straight" (Sólo promo)                            | Eight Arms to Hold You |
| 2000 | "Born Entertainer"                                 | Resolver               |
| 2000 | "Only You Know" (Sólo promo)                       | Resolver               |
| 2003 | "Born Entertainer" (Australia)                     | Resolver               |
| 2003 | "Officially Dead"                                  | Resolver               |
| 2003 | "Yeah Man" (Sólo promo)                            | Resolver               |
| 2006 | "So Weird"                                         | IV                     |
| 2014 | "The Museum of Broken Relationships" / "It's Holy" | MMXIV                  |
| 2015 | "Laughing in the Sugar Bowl"                       | Ghost Notes            |

## Posición en listas

### Álbumes
| Álbum                  | U.S. Billboard 200 | UK Albums Chart |
| ---------------------- | ------------------ | --------------- |
| American Thighs        | 69                 | 47              |
| Eight Arms To Hold You | 55                 | DNC             |
| Resolver               | 171                | DNC             |
| IV                     | DNC                | DNC             |

### Sencillos
| Sencillo           | U.S. Hot Modern Rock Tracks | U.S. Mainstream Rock Tracks | UK Singles Chart | Australia Triple J Hottest 100 |
| ------------------ | --------------------------- | --------------------------- | ---------------- | ------------------------------ |
| "Seether"          | 8                           |                             | 61               | 6                              |
| "Number One Blind" | 20                          |                             | 68               |                                |
| "Victrola"         |                             |                             |                  |                                |
| "Volcano Girls"    | 8                           | 9                           | 56               |                                |
| "Shutterbug"       |                             | 38                          |                  |                                |
| "Benjamin"         |                             |                             | 75               |                                |
| "Straight"         |                             | 39                          |                  |                                |